# Karanakuppe, Tumkur
Karanakuppe là một làng thuộc tehsil Tumkur, huyện Tumkur, bang Karnataka, Ấn Độ.